# Jo Comerford
Jo Comerford é uma político americano que atualmente atua no Senado de Massachusetts. Antes de ser eleita senadora, ela havia trabalhado no National Priorities Project, no Center for Human Development, no American Friends Service Committee, no Food Bank of Western Massachusetts e no MoveOn.org.
Ela é casada com Ann Hennessey, professora de escola pública que representou a Ward 5 no Comitê Escolar de Northampton.